# Trpimir I.
Trpimir je bio knez Primorske Hrvatske od oko 845. do 864. godine. Utemeljitelj je vladarske dinastije Trpimirovića. Prvi je hrvatski vladar koji se nazivao knezom Hrvata (dux Chroatorum).
Trpimirovo doba označuje završetak procesa formiranja kneževine s hrvatskim vladalačkim slojem u zaleđu istočnojadranske obale.

## Životopis
Oko 845. naslijedio je kneza Mislava. Formalno je priznavao vrhovnu vlast franačkog kralja Lotara, ali je vladao kao samostalan vladar. U izvorima je zabilježen pod vladarskim naslovima dom(i)nus, dux i rex.
Trpimir je uspio odbiti napade Bugarskog kneza Borisa 853. godine, koji je je kasnije zatražio mir od Trpimira i slao mu darove. Potkraj Trpimirova vladanja došlo je i do prvog raskola između rimskoga pape i carigradskog patrijarha Focija, a Hrvatska se našla između dviju sila.
Trpimir je imao tri sina, Petra, Zdeslava i Muncimira. Ipak, nijedan ga nije naslijedio nego Domagoj koji je vjerojatno bio član druge obitelji.

## Trpimirova darovnica
Trpimirova darovnica najstariji je spomenik hrvatskoga prava, pisan 4. ožujka 852. godine. Poznata je samo iz pet kasnijih prijepisa, od kojih je najstariji prijepis iz 1568. godine, zbog čega pojedini povjesničari sumnjaju u auteničnosti.
Zauzvrat što mu je splitski nadbiskup dao srebro za opremanje samostanske crkve koju je dao podignuti (vjerojatno u Rižinicama), Trpimir je darovnicom potvrdio Splitskoj crkvi posjede u Lažanima i Tugarima (Poljica) te crkvu sv. Jurja na Putalju, koju je izgradio njegov prethodnik Mislav, te desetinu od uroda vladarskoga posjeda Klis.
Svoju državu Trpimir naziva „regnum Chroatorum”, odnosno „kraljevina Hrvata”, iako još nije bio kralj. Nazivom regnum običavali su drugi vladari nazivati svoje države kako bi pokazali da vladaju samostalno. Zbog toga i u povelji ističe kako vlada „milošću božjom”. Kao svjedoci supotpisani su članovi zbora velikaša, koji se nalaze u pratnji. Povelju je Trpimir izdao privolom petorice hrvatskih župana. Trpimir je poput zapadnih vladara imao svoje dvorske časnike i dvorsku pisarnu. Između ostalih tu su komornik (Negutina) i 3 dvorska svećenika (Dominik, Ciprijan i Martin), koji također svjedoče na povelji. Povelja je izdana u Bijaćima te se razabire da je imao i posjed u Klisu.
O blizini sa splitskim nadbiskupom Petrom govori činjenica da ga u povelji naziva „ljubljenim kumom svojim”.

## Ostala svjedočanstva
Spominje se u svojoj darovnici, u Čedadskom evanđelistaru, zapiscima teologa Gottschalka u djelu Tractatus de Trina Deitate te natpisima na zabatu oltarne pregrade negdašnje samostanske crkve u Rižinicama i, vjerojatno, na kamenom ulomku iz samostanske crkve sv. Bartola na Kapitulu kraj Knina.
Trpimir je u Rižinicama dao izgraditi benediktinski samostan. Godine 1891. pronađen je ulomak zabata oltarne ograde s natpisom „Pro duce Trepim(ero)” (za kneza Trpim[ira]).
Prema Čedadskom evanđelju hodočastio je u Akvileju gdje je s njim naveden njegov sin Petar i kapelan (dvorski pisar). Ondje je njegovo ime zapisano kao domno Tripimiro (gospodin Trpimir).
Njemački teolog Gottschalk boravio je na području Trpimirove vlasti dvije godine. U odlomku svog djela De Trina Deitate naziva ga „kraljem Sklavina” (Tripemirus rex Sclauorum). Razigranost konja pri Trpimirovu odlasku u bitku s „narodom Grka i njihovim prvacima” poslužila mu je kao primjer za predodređenje. Pod „narodom Grka” smatra se ili bizantska vojska ili Bizantu podložni dalmatinski gradovi.
Trpimir se spominje i u mletačkoj kronici Corona Venetorum, sastavljenoj od dvaju kronika iz 15. i 16. stoljeća kao „Trpimir kralj Hrvatske” (Trapimir re di Croatia).

## Počasti
- Ulica kneza Trpimira u Zagrebu, Rijeci, Osijeku, Velikoj Gorici, Slavonskom Brodu, Mostaru, Širokom Brijegu i Posušju.[14][15]
- Poljana kneza Trpimira u Splitu.[14]
- Obala kneza Trpimira u Zadru.[14]
- Hrvatsko društvo „Trpimir”, Klis.[1]
- Skup o Trpimirovoj darovnici u Kaštel Starom i Zagrebu (1992.).[1]
- Biblioteka „Trpimir”, ogranak MH u Kaštelima.[1]
- Red kneza Trpimira s ogrlicom i Danicom za izniman prinos neovisnosti, cjelovitosti i međunarodnomu ugledu Hrvatske, njezinoj izgradnji i razvoju odnosa s drugim zemljama.[1]
- Osnovna škola kneza Trpimira u Kaštel Gomilici.
- Književni natječaj za najbolji neobjavljeni hrvatski povijesni roman „Knez Trpimir”, Gradska knjižnica Kaštela.[16]
- Vojarna „Knez Trpimira” u Divuljama pokraj Trogira.[17]

- Fragment grede s natpisom kneza Trpimira iz 9. stoljeća, pronađen u Rižinicama kraj Solina
- Prikaz kneza Trpimira, 18. stoljeće

## Poveznice
- Trpimir II.
- Svjedočanstvo opata Gottschalka o Trpimirovoj vojni